# 宋学飞
宋学飞（1904年—1970年），男，直隶易州（今河北易县）人，中国人民解放军开国少将。

## 生平
1937年参与组建河北易县抗日救国军，任参谋长。1938年编入八路军。1939年加入中国共产党。任八路军晋察冀军区第一军分区独立支队（由“十路军”改编的赵玉昆支队，1939年底成立的第五支队，支队长赵玉昆，政委王道邦，副司令韩庄，副支队长兼政治部主任王建中，下辖第25、第26团）参谋长，第二十五团团长，1944年杨成武离开第一军分区调任冀中军区司令员后，推荐宋学飞任第一军分区司令部参谋长。
解放战争时期，任冀察军区司令部参谋处长兼宣化市卫戍司令员，晋察冀军区第三纵队七旅副旅长兼参谋长，第八旅副旅长兼参谋长，晋察冀野战军第六纵队司令部副参谋长，解放军第二十兵团第六十八军副参谋长、参谋长。
中华人民共和国成立后，任中国人民志愿军第68军参谋长，志愿军西海岸指挥部副参谋长，河北省军区第三副司令员兼参谋长，北京卫戍区副司令员。1955年开国大校。1961年晋升少将。